# Laurens, Hérault
Laurens este o comună în departamentul Hérault din sudul Franței. În 2009 avea o populație de 1.349 de locuitori.

## Evoluția populației
| An        | 1975  | 1982  | 1990  | 1999 | 2006  | 2009  |
| --------- | ----- | ----- | ----- | ---- | ----- | ----- |
| Populație | 1.028 | 1.006 | 1.009 | 932  | 1.222 | 1.349 |